# Cratere Oaxaca
Oaxaca è un cratere sulla superficie di Mathilde.